# Paul Nemeth

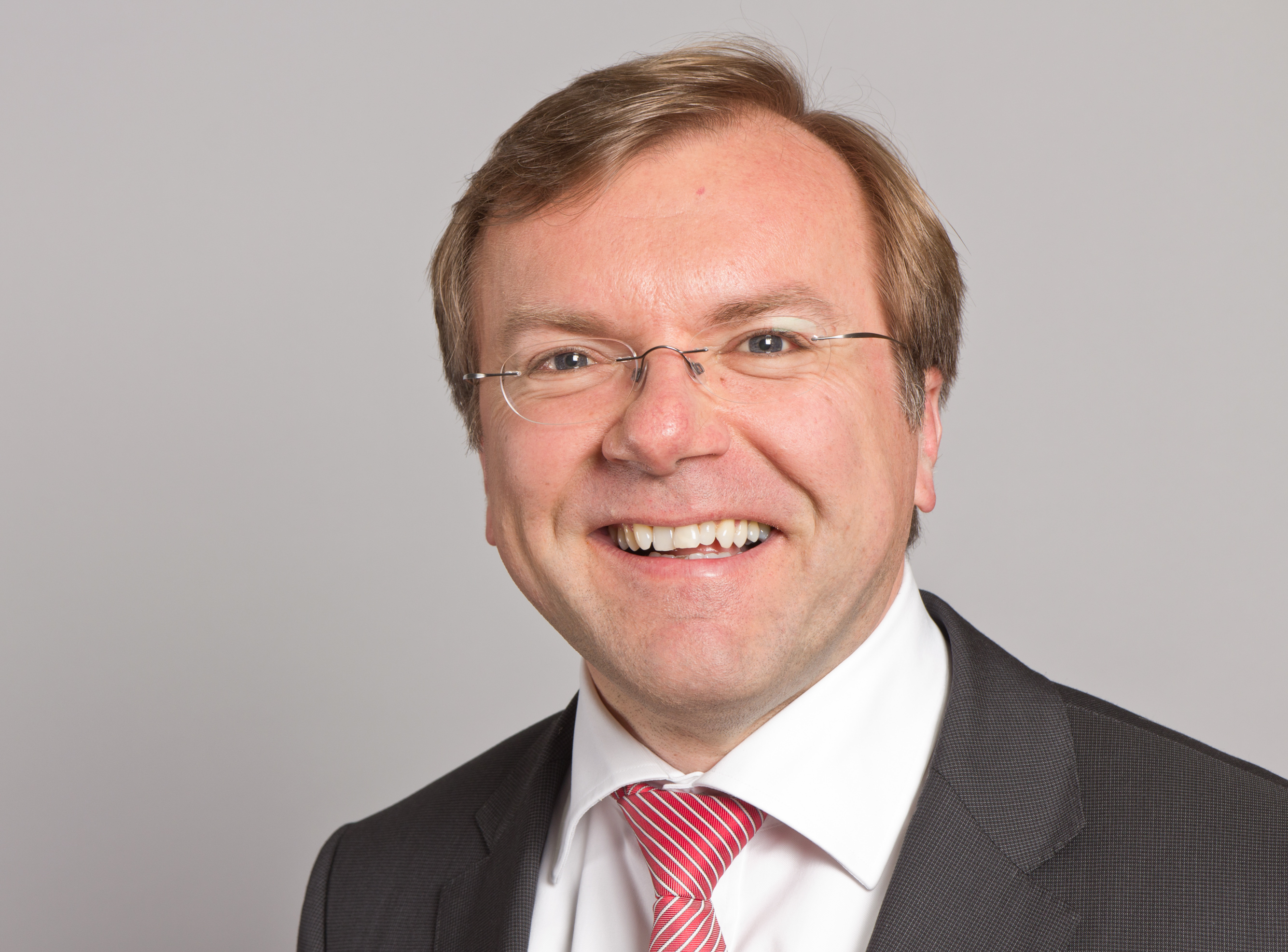
Paul Nemeth, 2013

Paul Nemeth (* 25. Februar 1965 in Böblingen) ist ein CDU-Politiker. Von 2006 bis 2021 war er Mitglied des Landtags von Baden-Württemberg.

## Ausbildung und Beruf
Von 1981 bis 1983 absolvierte Nemeth eine Ausbildung zum Industriekaufmann bei IBM Stuttgart; er wurde 1982 zum Jugendvertreter und Gesamtjugendvertreter IBM Deutschland gewählt. Von 1984 bis 1985 leistete er seinen Wehrdienst. Von 1985 bis 1993 übte er verschiedene Tätigkeiten in den Bereichen Finanzen, Verwaltung, Marketing und Vertrieb bei IBM aus und wurde 1993 zum Manager ernannt. Im Jahre 1994 wurde er Niederlassungs- und Vertriebsleiter und war von 1997 bis 1998 weltweiter Marketing-Manager für E-Commerce in New York, USA. Im Jahre 1999 folgte seine Ernennung zum Direktor Vertrieb.

## Leben
Seit 1983 ist Nemeth Mitglied der CDU und seit 1999 Vorsitzender des CDU-Stadtverbandes Böblingen. Er wurde 1989 mit 24 Jahren erstmals in den Böblinger Gemeinderat gewählt, dem er – mit einer beruflich bedingten Unterbrechung – bis Dezember 2006 angehörte. Seit 2002 ist er Mitglied des Böblinger Kreistags.
Bei der Landtagswahl 2006 wurde Nemeth mit 43,2 % der Stimmen direkt gewählt und vertritt den Landtagswahlkreis Böblingen im Landtag von Baden-Württemberg. In seiner ersten Wahlperiode war er Mitglied im Wirtschafts- und Petitionsausschuss des Landtages und energiepolitischer Sprecher der CDU-Fraktion.
Bei der Landtagswahl 2011  wurde Nemeth erneut über das Direktmandat in den Landtag gewählt. Bei der Landtagswahl 2016 verlor er sein Direktmandat um 37 Stimmen an Thekla Walker (Grüne), zog aber über ein Zweitmandat wieder in den Landtag ein. Er war Mitglied im Ausschuss für Umwelt, Klima und Energiewirtschaft, Mitglied des Fraktionsvorstandes und energiepolitischer Sprecher der CDU-Landtagsfraktion und Landesbeauftragter für die Heimatvertriebenen und Aussiedler. Bei der Landtagswahl 2021 kandidierte er nicht erneut.

## Mitgliedschaften
Nemeth ist Mitglied des Vorstands der Volkshochschule Böblingen-Sindelfingen e.V., Mitglied der Christlichen Gewerkschaft Metall (CGM), sowie Mitglied des Bundes der Vertrieben (BdV).

## Familie und Privates
Paul Nemeth ist katholisch. Er ist verheiratet und hat zwei Kinder.